# Wszechzwiązkowy Szlak Turystyczny nr 30
Wszechzwiązkowy Szlak Turystyczny nr 30 („Przez góry do morza”, ros. Всесоюзный туристский маршрут № 30, «Через горы к морю») – radziecki szlak turystyczny przez Kaukaz o długości 20 dni. Jeden z najstarszych, najbardziej masowych i popularnych w Związku Radzieckim. Szlak istniał już w połowie lat 30.
Początek szlaku znajduje się w bazie „Gornaja” w Adygei, koniec w Dagomysie.
W miarę poruszania się po szlaku zmienia się kilka stref klimatycznych, ma miejsce podejście do lodowca góry Fiszt, a szlak kończy się dojściem do Morza Czarnego.
Istnieje wariant samodzielnego podróżowania, w którym część pieszą przechodzi się w dwa dni z noclegiem w schronisku „Fiszt”. Szlak przechodzi po terenie Rezerwatu Kaukaskiego i za każdy dzień przebywania w nim pobierana jest opłata.
Podczas jednego z przejść, w czasach radzieckich, podczas pokonywania szlaku zginęło 21 osób

## Części szlaku
- 1. Chadżoch – punkt kasowy Rezerwatu Kakuaskiego
- 2. punkt kasowy Rezerwatu Kakuaskiego – schronisko „Fiszt”
- 3. Schronisko „Fiszt” – Przełęcz Biełorieczeńska
- 4. Przełęcz Biełorieczeńska – schron „Babuk-auł”
- 5. Schron „Babuk-auł” – schron „Sołochauł”

## Atrakcje na szlaku
- Wąwóz Chadżochski, wodospady strumienia Rufabgo, jaskinia Skwoznaja, jaskinia Nieżnaja, Wielka Jaskinia Aziszska, turbaza Łagonaki (turbaza - ros. baza turystyczna, schronisko)
- płaskowyż Łago-Naki, dolina rzeki Kurdżips, Przełęcz Guzeriplska, schronisko „Fiszt”, szczyt Fiszt, lodowce Fiszta, rzeka Biełaja (Biała)
- Przełęcz Biełorieczeńska (Białorzeczna), Przełęcz Czerkieska
- rzeka Szache, wiszący most nad Szuche, schron „Babuk-auł”
- przełom Szache

## Stan obecny
W obecnych czasach szlak został odnowiony w skróconym, 5-dniowym wariancie i nosi nazwę „Ekologiczno-turystyczny Szlak 1”. Długość odcinka Guzeripl – Sołochauł wynosi 63 km. Oznaczony jest kolorem czerwonym.

## Wzmianki w dziełach sztuki
- Akcja rosyjskiego serialu telewizyjnego „Marszrut” (Маршрут - szlak) rozgrywa się w miejscach, gdzie wiódł Szlak Turystyczny nr 30.